# Monumento a James Rumsey
El Monumento a James Rumsey, también conocido como Rumsey Monument Park, es un parque municipal y antiguo parque estatal de Virginia Occidental en Shepherdstown, condado de Jefferson en el estado estadounidense de Virginia Occidental. El parque tiene vista al río Potomac. Conmemora al inventor local James Rumsey y su exitosa demostración pública de su invento del barco de vapor en el Potomac en 1787. El monumento consta de una columna de granito de Woodstock de 23 m, que está rematada con un globo y se encuentra sobre un pedestal de hormigón.
El interés en construir un monumento a Rumsey en Shepherdstown y en la primera demostración pública exitosa de su barco de vapor comenzó en el siglo XIX. En 1888, el congresista Alexander Boteler buscó recaudar fondos para un monumento a Rumsey. En 1903, el senador estatal William Campbell presentó proyectos de ley para financiar un monumento y en 1905, la Legislatura de Virginia Occidental aprovisionó 1750 dólares iniciales (equivalente a 52 000 dólares en 2021) para el monumento. La Sociedad Rumseiana se incorporó en 1906 para facilitar la construcción del monumento. La Sociedad adquirió terrenos de Norfolk and Western Railway en 1907 y comenzó la construcción en 1915 luego de un contrato con Forbes Granite Company de Chambersburg.
La Comisión de Conservación del estado fue reemplazada por el Departamento de Recursos Naturales y en 1971, la Legislatura de Virginia Occidental aprobó el Proyecto de Ley 1151 de la Cámara de Representantes, que autorizó al departamento a adquirir el sitio del monumento de la Sociedad Rumseiana y asignó 15 000 dólares para la adquisición (equivalentes a 100 366 dólares en 2021). Las negociaciones con la sociedad no tuvieron éxito y el departamento no pudo adquirir el monumento. En cambio, el departamento usó 13 750 dólares (equivalentes a 92 002 dólares en 2021) de la asignación original para comprar 1,40 ha de terreno colindante al sitio del monumento. En diciembre de 1974, Shepherdstown presentó su primer sello oficial, que incluía el monumento como parte de un montaje de puntos de referencia locales.

## Geografía y entorno

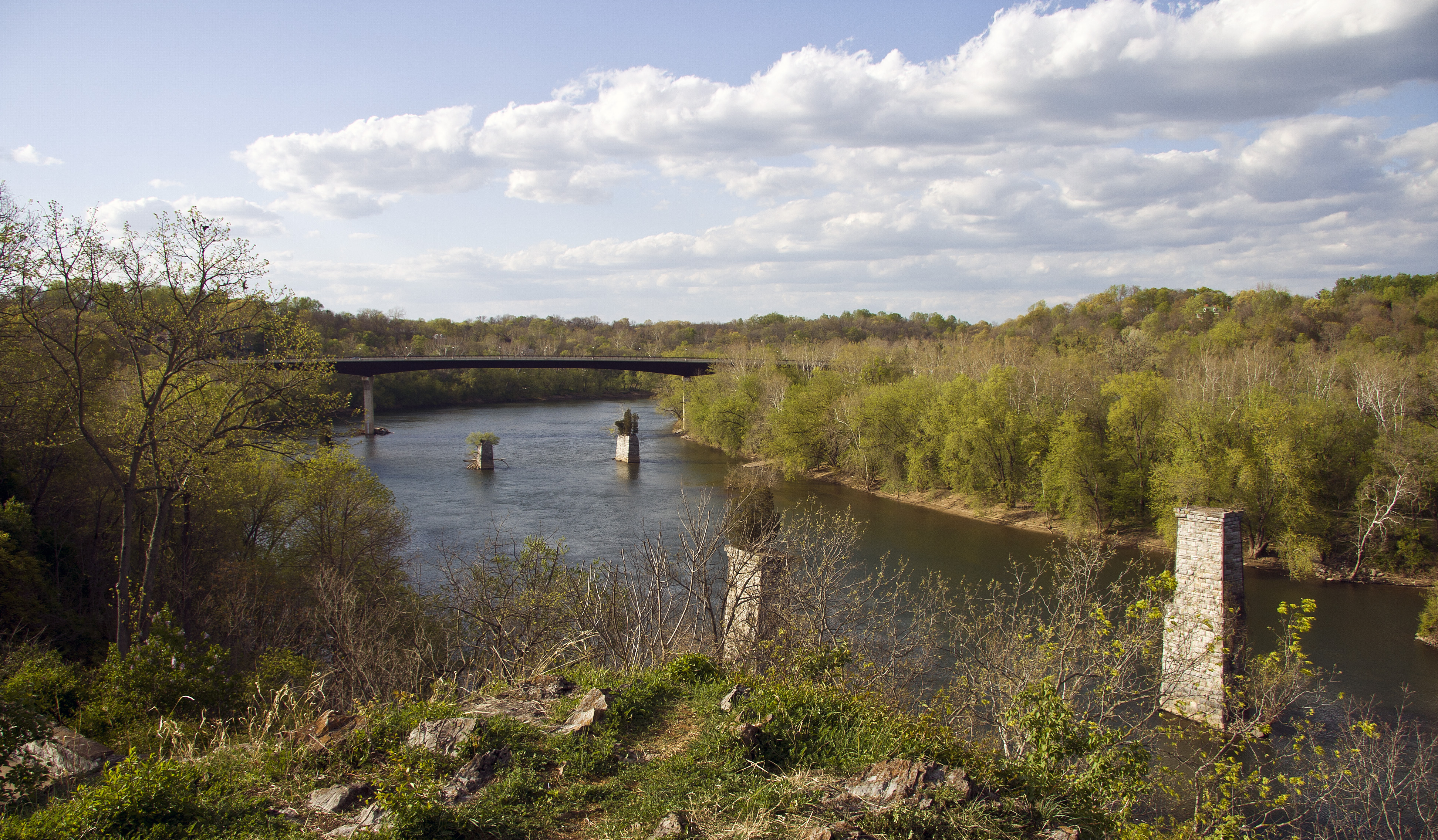
El río Potomac en Shepherdstown, visto desde el monumento

El Monumento a James Rumsey y el parque que lo rodea están ubicados en Mill Street al final de Rumsey Monument Road, dentro del área este de la corporación Shepherdstown en el condado de Jefferson. El sitio consta de un monumento de columna de granito sobre un pedestal y un pequeño parque adyacente. Está situado en lo alto de un promontorio con vistas al río Potomac a una altura de 120 m. El monumento y el parque están rodeados de terrenos boscosos. La plataforma alrededor de la columna del monumento ofrece una vista panorámica del río Potomac, el Canal Chesapeake-Ohio, el valle de Potomac que lo rodea y las montañas Blue Ridge.
El Monumento a James Rumsey está ubicado aproximadamente a 454 m al sureste del puente New James Rumsey (Maryland Route 34), 268 m al sureste de la confluencia de Town Run con el río Potomac, 239 m al suroeste del canal de Chesapeake y Ohio (en el lado de Maryland del Potomac), y 105 m al oeste del puente ferroviario de Shepherdstown. El monumento es una propiedad que contribuye al Distrito Histórico de Shepherdstown en el Registro Nacional de Lugares Históricos.

## Historia

### james rumsey

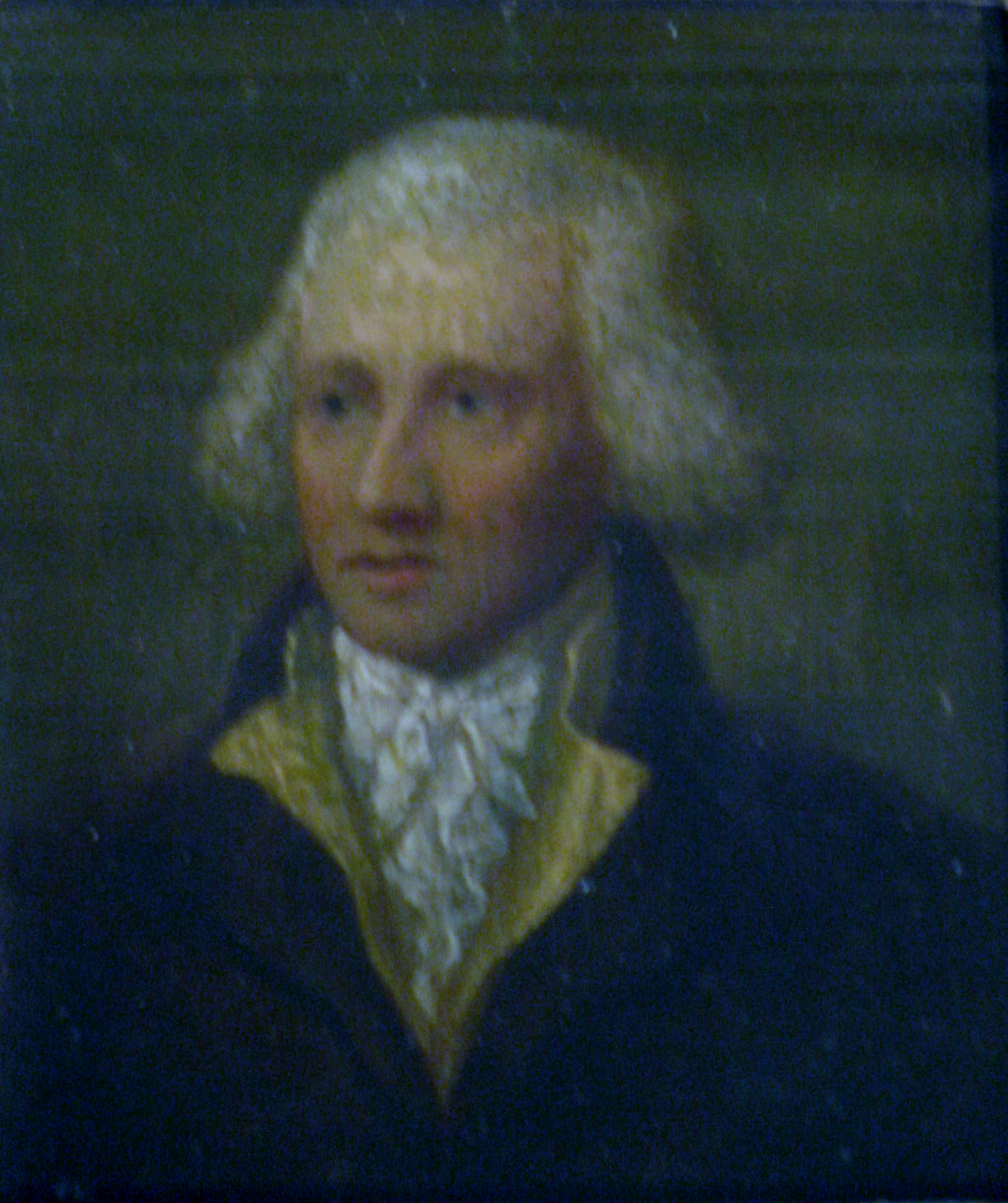
Retrato de Rumsey, c. 1790

James Rumsey nació en Bohemia Manor en el condado de Cecil, en marzo de 1743. Dejó la granja de su familia para operar una taberna en el río Bohemia, se mudó a Baltimore, y en 1782 compró un terreno a lo largo de Sleepy Creek cerca de Bath (actual Berkeley Springs). Rumsey se mudó al área de Bath en 1783, y construyó y operó un aserradero en su propiedad de Sleepy Creek. Rumsey trabajó en Bath como posadero, operador general de tiendas, constructor y molinero.
Rumsey también fue un inventor y desarrolló innovaciones en la extracción de hierro, la fundición, la operación de molinos y aserraderos, y la construcción de canales. Su invento más significativo fue el desarrollo de la tecnología de energía de vapor para operar recipientes de agua. En octubre de 1783, demostró con éxito un modelo de embarcación a vapor en Sir John's Run en su confluencia con el río Potomac, cerca de la comunidad actual de Sir John's Run. En Bath, en septiembre de 1784, Rumsey conoció a George Washington, que recorría las montañas Blue Ridge para evaluar la viabilidad del transporte por carretera, ríos y canales. Washington estaba preocupado por unificar a los Estados Unidos a través de un mayor comercio y mejores rutas de transporte a través de los Montes Apalaches, especialmente a través de canales y ríos. Rumsey le mostró a Washington un pequeño modelo de barco de vapor de madera que viajaba río arriba en Warm Spring Run. Washington estaba emocionado por el potencial del barco de Rumsey, y Rumsey solicitó una declaración por escrito de Washington para solicitar apoyo y financiación de los inversores y el estado de Virginia. Posteriormente, Washington apoyó públicamente a Rumsey sobre el inventor rival John Fitch.
Rumsey se mudó de Bath a Shepherdstown, que estaba más cerca del río Potomac, donde probó sus modelos de embarcaciones a vapor. Rumsey fue contratado como superintendente de Potomac Navigation Company en julio de 1785. En diciembre de 1785, Rumsey probó una versión mejorada de la caldera de tubería en el Potomac en Shepherdstown. En diciembre de 1787, demostró con éxito la utilidad práctica de su invento del barco de vapor en un juicio público en el río. En 1788, luego de demostraciones exitosas, un grupo de inversionistas que incluía a Benjamin Franklin, estableció la Sociedad Rumseiana para promover y apoyar el trabajo de Rumsey.  En 1791, Rumsey viajó a Inglaterra para obtener apoyo y financiación adicional para sus proyectos y para registrar patentes para sus inventos. Mientras estaba en Inglaterra, Rumsey se enfermó y murió el día antes de una demostración programada de un barco de vapor en Londres. Su cuerpo fue enterrado en St Margaret's, Westminster.

### Establecimiento del monumento

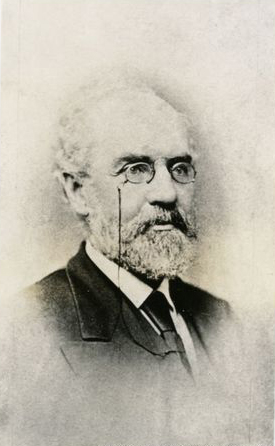
Retrato de Alejandro Boteler, c. 1870, buscó recaudar dinero para un monumento a Rumsey

El interés en construir un monumento a Rumsey en Shepherdstown y en la primera demostración pública exitosa de su barco de vapor comenzó en el siglo XIX. Henry Bedinger, testigo de la demostración de Rumsey y uno de los primeros defensores de un monumento a Rumsey, escribió una carta al Congreso de los Estados Unidos en 1836, en la que Bedinger decía que "contribuiría de buen grado a la construcción de un pequeño y acogedor monumento". El congresista Alexander Boteler, otro de los primeros defensores de la construcción de un monumento a Rumsey, tenía un gran interés en Rumsey y su invento, y poseía la caldera de Rumsey de 1785. En octubre de 1888, Boteler inició un esfuerzo en Washington D. C. para recaudar 1000 dólares para la construcción de un monumento a Rumsey. En enero de 1903, el senador de Virginia Occidental, William Campbell, presentó un proyecto de ley para asignar fondos para un monumento a Rumsey. El destacado residente del condado de Jefferson, George Beltzhoover Jr., también se interesó en el movimiento para construir un monumento y obtuvo el apoyo de la Sociedad Histórica y Anticuaria de West Virginia bajo el liderazgo de W. S. Laidley.
En enero de 1905, el gobernador Albert B. White respaldó el monumento en un mensaje a la Legislatura de Virginia Occidental. En marzo siguiente, una sesión extraordinaria de la legislatura aprobó un proyecto de ley de asignaciones generales, que incluía una provisión de 1750 dólares para el monumento a Rumsey (equivalentes a 52,779 dólares en 2021). El senado estatal había insertado 1750 dólares en el proyecto de ley, que fue aprobado sin oposición por la Cámara de Delegados. Los partidarios del monumento a Rumsey se sintieron decepcionados con la pequeña asignación, que era una fracción de los 5000 dólares solicitados originalmente a la legislatura estatal. En enero de 1907, el ayuntamiento de Shepherdstown aprobó una orden para pagar al tesorero de la sociedad 250 dólares para el monumento (equivalentes a 7271 dólares en 2021). En marzo de ese año, la Legislatura de West Virginia asignó 2000 dólares para el monumento propuesto en el proyecto de ley de asignación general para los años fiscales 1907 y 1908 (equivalentes a 58 164 dólares en 2021); El gobernador William M. O. Dawson, sin embargo, recortó esta asignación junto con varias otras antes de aprobar el proyecto de ley.
La ley de 1905 que asignó 1750 dólares para el monumento estipuló que su construcción debería ser facilitada por una corporación autorizada para ese propósito expreso. En consecuencia, en febrero de 1906, se llevó a cabo una reunión en Shepherd College para organizar una asociación para facilitar la construcción del monumento. La reunión decidió proceder con la incorporación como "The Rumseyan Society", seleccionando a Beltzhoover como presidente, ya Daniel B. Lucas, Beltzhoover, el senador estatal Campbell y William Price Craighill como incorporadores. La reunión también acordó que una vez que la sociedad obtuviera un estatuto, la organización elegiría una junta directiva. En junio de 1906, la sociedad fue constituida formalmente para facilitar la construcción del monumento, luego de una reunión en Shepherdstown. Los incorporadores de la sociedad fueron elegidos como su junta directiva con Lucas como presidente y Beltzhoover como vicepresidente. Los miembros de la sociedad Lucas y Craighill fueron designados a un comité para seleccionar un sitio para el monumento. En agosto de 1909, los funcionarios de la sociedad prepararon y exhibieron un modelo del monumento propuesto en Shepherdstown.
La Sociedad Rumseiana intentó asegurar un sitio para el monumento en un promontorio a lo largo del río Potomac en una propiedad de Norfolk and Western Railway. El sitio se conocía como "Crazy Rumsey's Walk" porque, según los informes, Rumsey caminaba sobre este lugar, meditando sobre sus inventos, y también pasaba por alto los sitios de muchos de los primeros experimentos de Rumsey en el río. A partir de 1905, Lucas y la sociedad buscaron adquirir una escritura del derecho de paso de Norfolk y Western en el sitio del promontorio. En enero de 1907, un comité de la Sociedad Rumseiana que incluía a Beltzhoover y al senador estatal Campbell viajó a Filadelfia para reunirse con Joseph I. Doran, el abogado principal de Norfolk y Western. La empresa acordó transferir la propiedad en el sitio del promontorio seleccionado y se ejecutó una escritura de propiedad. La propiedad del promontorio estaba sujeta a una hipoteca con condiciones estrictas, lo que requería que la empresa cobrara a la Sociedad Rumseiana por la escritura. Los funcionarios de Norfolk y Western expresaron su apoyo al proyecto del monumento. El 16 de agosto de 1907, Beltzhoover y Lucas transfirieron 0.64 acres (0.26 ha) a la Sociedad Rumseiana para la construcción del monumento. En abril de 1910, el gobernador William E. Glasscock visitó Shepherdstown y designó formalmente el sitio del monumento. En 1915, la sociedad acordó pagar al dueño de la propiedad US Martin 300 dólares (equivalentes a 8,036 dólares en 2021) por sus supuestos derechos sobre el terreno comprado al ferrocarril para evitar más demoras en la construcción y posibles litigios.
El monumento costó 15 200 dólares (equivalentes a 458 421 dólares en 2021). En diciembre de 1914, la sociedad celebró una reunión con representantes de las empresas que compitieron para diseñar y construir el monumento, y en junio de 1915, la Sociedad Rumseiana contrató a Forbes Granite Company de Chambersburg, que anteriormente había construido el Indiana Monumento en el cercano Campo de Batalla Nacional de Antietam, para construir el monumento.

### Construcción del monumento y uso inicial

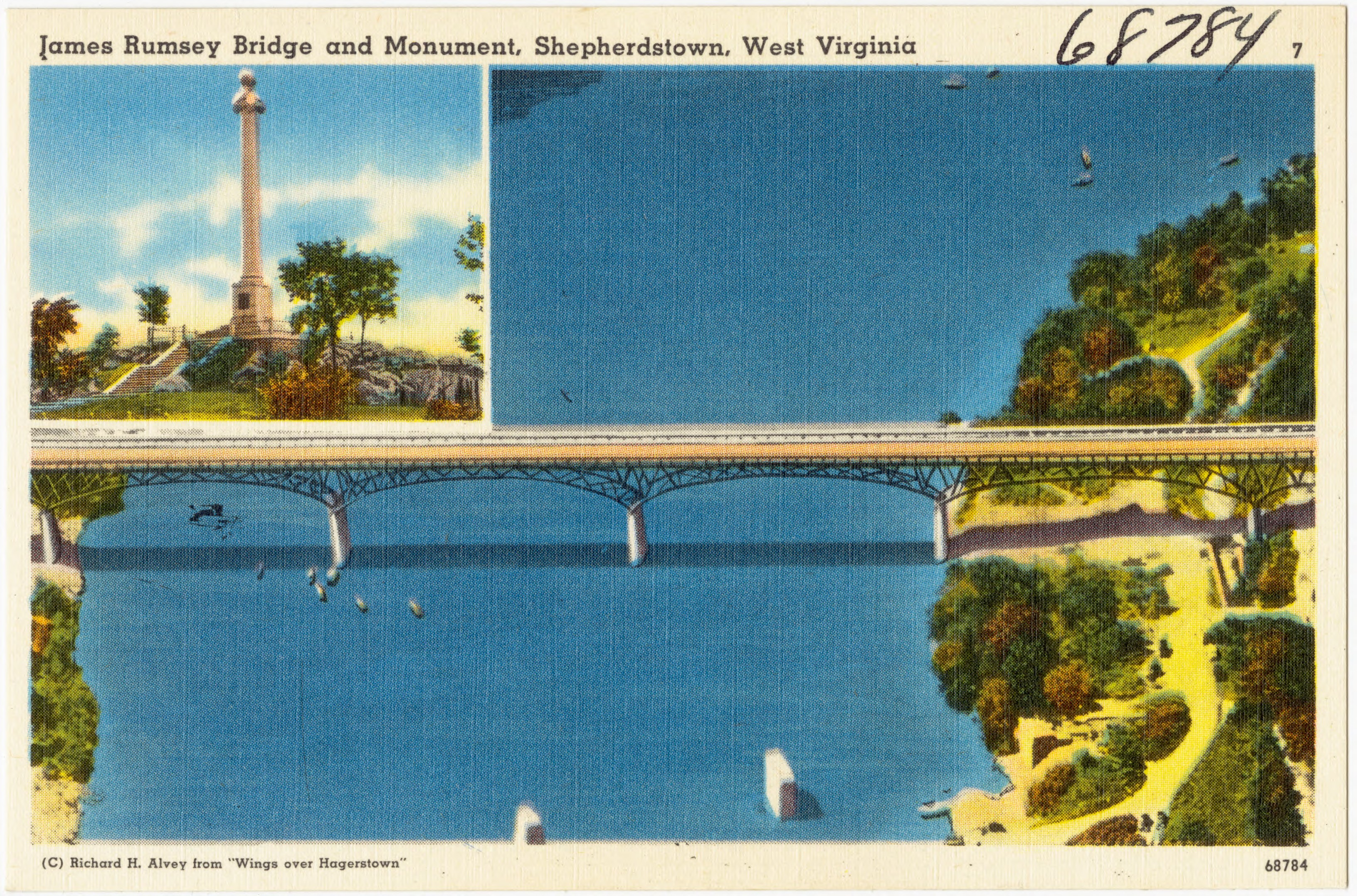
Postal del monumento y del antiguo puente James Rumsey

La construcción comenzó el 7 de julio de 1915; el contratista William J. Britner preparó el sitio y llevó a cabo los trabajos preliminares de construcción de la plataforma de hormigón. Para el 22 de julio, los trabajadores habían avanzado considerablemente en la construcción; las voladuras en la cima del acantilado estaban casi terminadas y la construcción de la plataforma de hormigón y el muro de piedra caliza azul que rodeaba la plataforma habían comenzado. Forbes Granite Company seleccionó granito de Woodstock para el monumento y contrató a Guilford and Watersville Granite Company de Baltimore, que operaba canteras en Woodstock. En ese momento, se proyectó que la columna del monumento pesaría aproximadamente 270 t y la base de granito con un peso proyectado entre 23 y 27 t. Para agosto de 1915, se completó el trabajo inicial del sitio y se preparó para la llegada de los tres vagones cargados de granito para la base y el eje del monumento. En octubre de 1915, el contratista HR Forbes notificó a la sociedad Norfolk and Western que había confirmado que el cambio que conduce del ferrocarril al sitio de construcción se completaría ese mes, lo que permitiría el transporte de granito al sitio. En enero de 1916, Forbes había completado la base y el pedestal del monumento para sostener la columna.
La dedicación del monumento estaba originalmente programada para el 4 de julio de 1916, pero se retrasó debido a cambios en el plan de construcción del monumento. Originalmente, se planeó fabricar la base de la columna en una sola pieza, pero luego Forbes la fabricó en cuatro piezas en Chambersburg. En febrero de 1916, la empresa recibió dos piezas de madera de abeto de Oregón y construyó una torre de perforación de 24 m para levantar la columna de 23 m en su lugar. El 21 de marzo, el globo de granito de 7,3 t se colocó encima de la columna, completando la construcción de la sección columnar del monumento. Sin embargo, el zócalo permaneció en construcción. Las placas de bronce llegaron y se instalaron en agosto de 1916, y los muros de piedra limítrofe y el paisajismo tardaron un poco más en completarse.
Después de su finalización, el monumento acogió eventos relacionados con la historia que incluyeron ejercicios organizados por las Hijas de la Revolución Americana. El monumento se convirtió en una atracción turística y los minoristas locales, incluidos B. S. Pendleton y Owens' Drug Store, vendieron postales del Monumento a Rumsey. En 1931 y 1935, el departamento de agricultura del estado incluyó el monumento en publicaciones ilustradas que destacan los sitios de interés histórico y paisajístico de Virginia Occidental. En 1955, los residentes de Shepherdstown regalaron una placa tallada con los logros de Rumsey a la iglesia de Santa Margarita en Westminster, Inglaterra, donde fue enterrado.

### Parques estatales y municipal
En 1925, la Legislatura de Virginia Occidental estableció la Comisión Estatal de Bosques, Parques y Conservación. En 1927, la Comisión proporcionó sus recomendaciones a la legislatura, que incluían una recomendación para un Sistema de Monumentos Estatales. En su lista de monumentos históricos existentes para ser incluidos en este sistema, la Comisión incluyó el Monumento a James Rumsey.
El monumento se convirtió en un parque estatal en 1956, cuando la Legislatura de Virginia Occidental transfirió su operación a la División de Parques Estatales de la Comisión de Conservación de Virginia Occidental, que otorgó a los empleados del Parque Estatal Cacapon Resort, bajo la supervisión del guardabosques James Ambrose, la responsabilidad de mantener los terrenos del monumento. El sitio del monumento permaneció bajo la propiedad de la Sociedad Rumseiana mientras que la División de Parques Estatales operó el sitio como un parque estatal. Una encuesta del Servicio de Parques Nacionales de 1960 sobre los parques estatales de EE. UU. clasificó el parque como un "monumento estatal" y señaló su falta de recreación acuática y alojamiento para pasar la noche y cenar. El estado dejó de pagar por el mantenimiento del parque en la década de 1960, después de lo cual los esfuerzos privados evitaron que el parque se deteriorara. El jardín de lilas del monumento se incluyó en las guías de jardines estadounidenses de 1960 y 1974; el autor Harry Britton Logan escribió que el monumento "bien merece una visita a principios de la primavera".
El Departamento de Recursos Naturales dejó de operar el parque estatal el 6 de noviembre de 1978, cuando transfirió 1,4 ha a la corporación de Shepherdstown para su uso como parque municipal contiguo al sitio del monumento. En 1987, los miembros de la Sociedad Rumseiana construyeron un modelo a media escala del barco de vapor de Rumsey. La sociedad patrocina la Rumsey Regatta, en la que su modelo recorre el Potomac arriba y abajo. El 22 de julio de 1987, el monumento y el parque contiguo se agregaron como propiedad contribuyente al distrito histórico de Shepherdstown en el Registro Nacional de Lugares Históricos. La Sociedad Rumseiana donó el monumento a la corporación de Shepherdstown en 2007. En noviembre de 2019, el Comité de Parques y Recreación de Shepherdstown y su Comisión de Árboles plantaron una estación de paso de mariposas monarca al pie de los escalones que conducen al monumento. A partir de 2022, la corporación de Shepherdstown se refiere al monumento y al parque juntos como "Rumsey Monument Park", que es administrado por el Comité de Parques y Recreación de la corporación.

## Descripción del monumento
El Monumento a James Rumsey consta de una columna jónica acanalada de 23 m que está hecha de granito Woodstock gris martillado. La columna está coronada por un globo de granito pulido sobre el que están inscritos los contornos de todos los continentes. La columna se encuentra sobre un alto zócalo de hormigón. El Libro Azul de Virginia Occidental de 1927 describió la columna del monumento como "un eje imponente". Se accede al monumento por una escalera que conduce al acantilado, donde el pedestal de hormigón del monumento está cerrado por una barandilla de hierro. El parque del monumento está rodeado por un muro de piedra.

Se colocan dos placas en el monumento; la placa delantera lleva una inscripción de texto y la placa trasera lleva una imagen que se aproxima al barco de vapor de Rumsey que es aproximadamente del tamaño de un bote pequeño con una máquina de vapor en el centro del barco cerca de un remero. Beltzhoover redactó el texto de la placa frontal, que no es históricamente exacto porque Rumsey no construyó ni probó un barco de vapor de tamaño completo en el juicio de 1783 en Sir John's Run. La siguiente inscripción de texto aparece en la placa frontal: 
EN HONOR A JAMES RUMSEY INVENTOR DEL BARCO DE VAPOR

 Quien en octubre de 1783 d. C., en el río Potomac, cerca de la desembocadura de Sir John's Run, hizo la primera aplicación exitosa del vapor a los propósitos prácticos de la navegación y quien el 3 de diciembre de 1787 hizo una demostración exitosa adicional en el río Potomac. en Shepherdstown, Virginia, a unas trescientas yardas por encima de este sitio.

 Erigido por el estado de West Virginia bajo los auspicios de The Rumseyan Society AD 1915